# Estrugamou
Estrugamou es un pequeño paraje rural del Partido de Las Flores, Provincia de Buenos Aires, Argentina.

## Ubicación
Se encuentra sobre la Ruta Provincial 61 a 43 km al oeste de Las Flores, a 55 km al este de General Alvear.

## Población
Durante los censos nacionales del INDEC de 2001 y 2010 fue considerada como población rural dispersa.